# Мезофіти
Мезофі́ти (від дав.-гр. μέσος (mésos) — середній и φυτόν (phyton) — рослина) —— рослини, що зростають у помірно зволожених місцях існування.

## Загальна характеристика
Мезофіти займають проміжне місце між ксерофітами і гігрофітами. Мають обмежену здатність переносити ґрунтову і атмосферну посуху. У них добре розвинута коренева система (рослини луків, лісів,  бур'яни, культурні рослини). У мезофітів багата верхня листова частина, незначне опушення. 
Особливе місце серед мезофітів займають ефемери й ефемероїди. Вони мають такі ознаки: дуже короткий вегетаційний період, не більше 4-6 тижнів; довгий період спокою у вигляді насіння, цибулин, бульб, кореневищ.

## Поширення мезофітів в Україні
В Україні зустрічаються в усіх фізико-географічних зонах. До найвідоміших мезофітів належать береза повисла, дуб звичайний, ліщина, бруслина бородавчаста, яглиця, зірочник лісовий, підмаренник запашний, серед лучних рослин - вівсяниця лучна, грястиця, тонконіг лучний, лядвенець, конюшина лучна.